# Sagotia racemosa
Espèce
Classification APG III (2009)
Synonymes
- Sagotia racemosa var. genuina Müll. Arg.
- Sagotia racemosa var. ligularis Müll. Arg.
- Sagotia racemosa var. microsepala Müll. Arg.
- Sagotia tafelbergii Croizat[1]

Sagotia racemosa est une espèce de plantes à fleurs de la famille des Euphorbiaceae. C'est l'espèce type du genre Sagotia Baill.. C'est un arbre originaire d'Amérique du Sud.
Le nom Sagotia rend hommage à Paul Antoine Sagot (1821-1888), botaniste, agronome et explorateur français, qui travailla beaucoup sur la Guyane.
En Guyane, il est connu sous le nom de Bois lait (Créole)[?!? bien qu'il ne produise pas de latex !?!].
On l'appelle aussi Ahka au Venezuela (Barí), et Arataciú au Brésil.

## Description
Sagotia racemosa est un petit arbre ou un arbuste haut de 2 à 9 m. 
Les feuilles sont simples, alternes, longues de 10-18(22) cm pour (3)3,5-9 cm de large, glabres ou glabrescents, de forme elliptique, oblongue ou oblongue-obovale, courtement acuminées, aiguës ou subobtuses à l'apex, aiguës à obtuses à la base, subcoriacées.
Les nervures penninervées sont saillantes sur les deux faces. On compte 12-14 paires de nervures latérales en boucle. Les nervures tertiaires sont réticulées.
Les pétioles sont sillonnés, longs de 2 à 6 cm, pulvinés et fléchis à l'apex et à la base. 
L'inflorescence en grappes terminales uni-sexuées ou avec les fleurs femelles à la base, est peu pubérulente, glabrescente, longue de 4 à 15 cm, et constituée de courts racèmes mesurant 1,6-7 cm long.
Le rachis et les pédicelles de l'inflorescence sont glabres et longs de 1 à 3 cm.
Les bractées linéaires ou lancéolées sont caduques.
Les fleurs sont monoïques. Les fleurs mâles (♂) comportent 5 sépales imbriqués, de forme orbiculaire-ovale, et 5 pétales blancs, plus longs (environ 2-3 mm), imbriqués, de forme orbiculaires-obovales, ondulés. 
Les pédicelles sont longs de 8-15 mm. 
On compte environ 20 étamines, insérées sur un réceptacle glabre, à filets courts, et avec des anthères à loges divergentes.
Les fleurs femelles (♀) ont un calice qui comporte 5 sépales verts, persistants-accrescents, glabres, mesurant 7-13(20) x 2-4 mm, et de forme linéaire-oblongue, lancéolée-spathulée, linéaire-oblancéolée, linéaire-lancéolée ou elliptique-lancéolée. 
Les pétales sont absents.
Les pédicelles initialement longs de 5-8 mm, grossissent jusqu'à 1,5-4 cm à la fructification.
L'ovaire est tomenteux, et contient 3 loges uni-ovulées. 
Le style est blanc, bipartite, long de 1,5–3,5 mm.
Le fruit est une capsule ovoïde, déprimée-globuleuse, longue de 10-15 mm pour environ 1,5 cm de diamètre, trilobée à l'apex, courtement pubérulente, avec les sépales persistants bien visibles, étalés en étoile, devenant rougeâtres, de forme étroitement oblongue, atteignant jusqu'à 16 mm de longueur. 
Il se divise à maturité en 3 coques bivalves, longues de 10-15 mm.
Les graines caronculées mesurent ± 10 mm de long,,,.
Les grains de pollen de Sagotia racemosa sont omniaperturés à épines striées et à infratectum granulaire.

## Répartition
On rencontre Sagotia racemosa de la Colombie amazonienne au Brésil (Amazonas, Amapá, Pará, Maranhão), en passant par le Venezuela, le Guyana, le Suriname et la Guyane.

## Écologie
Sagotia racemosa est une mésophanérophyte (8-30 m de haut), à feuilles simples, mésophylle (surface foliaire de 60 cm2).
Elle affectionne les forêts ripicoles de plaine, autour de 100–200 m d'altitude. 
En Guyane, ce petit arbre de sous-bois peu fréquent, est présent dans les forêts non inondées, et fleurit en août-septembre,.
Sagotia racemosa survit au passage du feu par rejet de souche.

## Utilisation
Au Venezuela, Sagotia racemosa est employé pour des usages médicinaux traditionnels, et comme bois de feu chez les Barí.
Sagotia racemosa est utilisé au Brésil pour confectionner des sachets parfumés pour la maison. Son écorce entre dans la composition du traditionnel banho de São João [bain de la Saint-Jean] à Belém, qui aurait la faculté de nettoyer à la fois le corps et l'esprit de toute malédiction et de prémunir contre le mauvais œil tout en favorisant le bonheur, la prospérité, les bonnes affaires, les richesses et la chance de toutes sortes.
L'extrait d'écorce de Sagotia racemosa aurait des vertus inhibitrices du virus du Chikungunya,,.

## Chimie
Le bois de Sagotia racemosa contient des méthyl-phénanthrènes,,.

## Taxonomie
Des études ont été menées sur les variations morphologiques de Sagotia racemosa et sa division en variétés.

## Protologue
En 1860, le botaniste Baillon propose le protologue suivant : 
« Spec. unica : SAGOTIA RACEMOSA.

S. foliis ovato-v. obovato-ellipticis, basi cuncalis, apice obtuso acuminatove; florum masculorum pedicellis longioribus gracilibus ; floribus fœmineis paucis suboppositis alternisve breviter pedicellatis ; calycis laciniis olongatis apico rotundatis.
Arbor? ramis alternis teretibus, ligno albido duro; cortice fuscato glabro longitudine striata; ramulis conformibus subangulatis glaberrimis.  Folia alterna petiolata, elliptico-ovata v, obovata, basi cuneata, apico obtuso, v, ad apicem acuminata, summo apice acutiosculo (majora 18 centim. longa, 8 centim. lata) ; integerrima membranacea, supra glaberrima lucida levia, penninervia venosa, venis, subtus prominentibus, petioli (2-4 centim. longi) teretes glabri, supra complanati v. obtuse canaliculati, basi simul et apice nonnihil incrassati. Stipulæ ovato-acutas mombranaceæ glabræ brovissimæ caducissimæ. Florum masculorum racemi in ramis inferioribus summis brevibus terminates. In racemo flores alterni solitarii v. cymosi pauci. Pedicelli graciles teretes glabri (2 centim. longi). Calyx profunde 5-partitus, laciniis inæqualibus elliptico-ovatis integerrimis v, margine tenuissime ciliata; coriaceis glabris; æstivatione imbricata. Petala totidem alterna, intæqualia, obovata orbiculatave, integerrima membranacea glaberrima colorata, calyco multo longiora ; æstivatione valde imbricata. Stamina numerosa, filamentus brevissimis erectis receptaculo convexo insertis ; antheris oblongo-clavatis erectis 2-locularibus introrsis. Florum fœmineorum racemus in ramulo superiore terminalis pauciflorus; floribus 5-6 alternis v. suboppositis breviter pedicellatis, Calyx persistens 5-partitus, laciniis sub-æqualibus oblongis subspathulatis, apice rotundato (1-1,5 centim. longis); integerrimis membranaceis glabris petaloideis. Corolla ?... Germen inclusum minutum globosum 3-loculare, loculis hirtellis uniavulatis, Styli 3 e basi 2-partiti, laciniis oblongis lanceolatis compressiusculis. Fructus glabris erectis, demum per paria reclinatis, subhorizontalibus. Fructus desiderabantur.

Vigel in Guiana gallica ubi olim a Martin lectum (exs., n° 27), iterumque in Surinam a cl. Hostmann (exs., n°115) repertum (herb. Mus. Par.). »
— Henri Ernest Baillon, 1860.

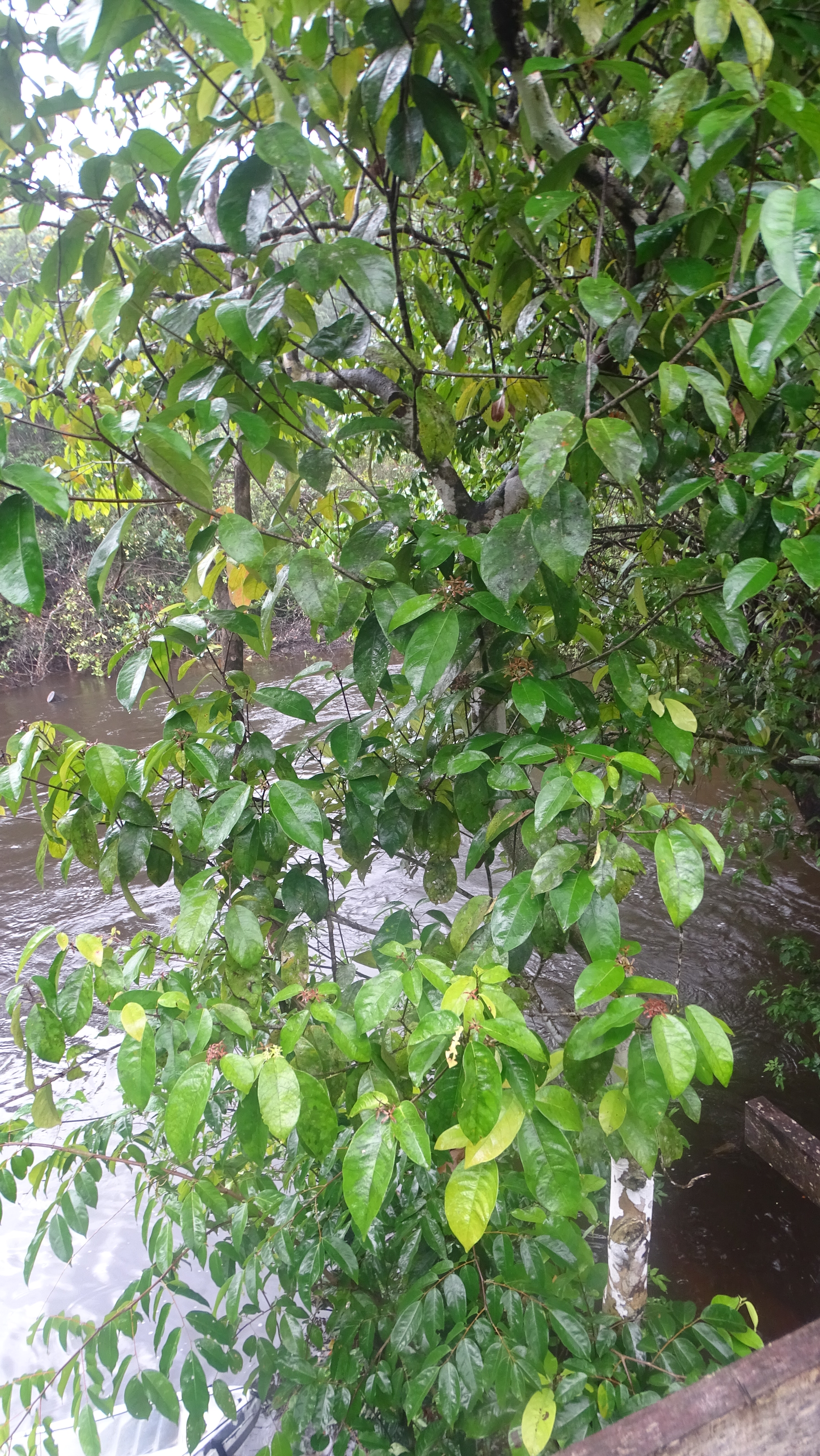
Pied de Sagotia racemosa au bord de la crique Mataroni (Régina, Guyane)
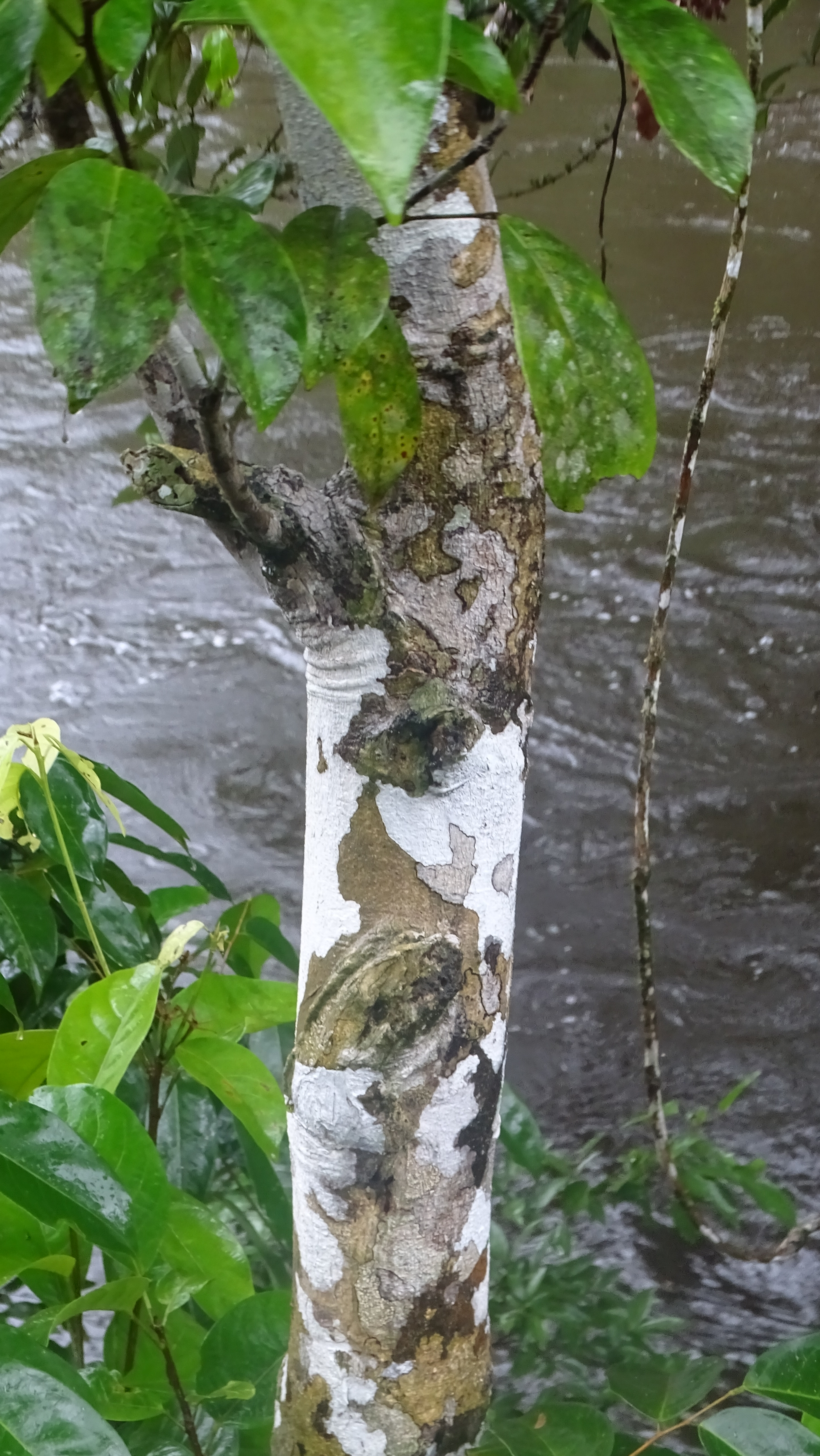
Tronc de Sagotia racemosa
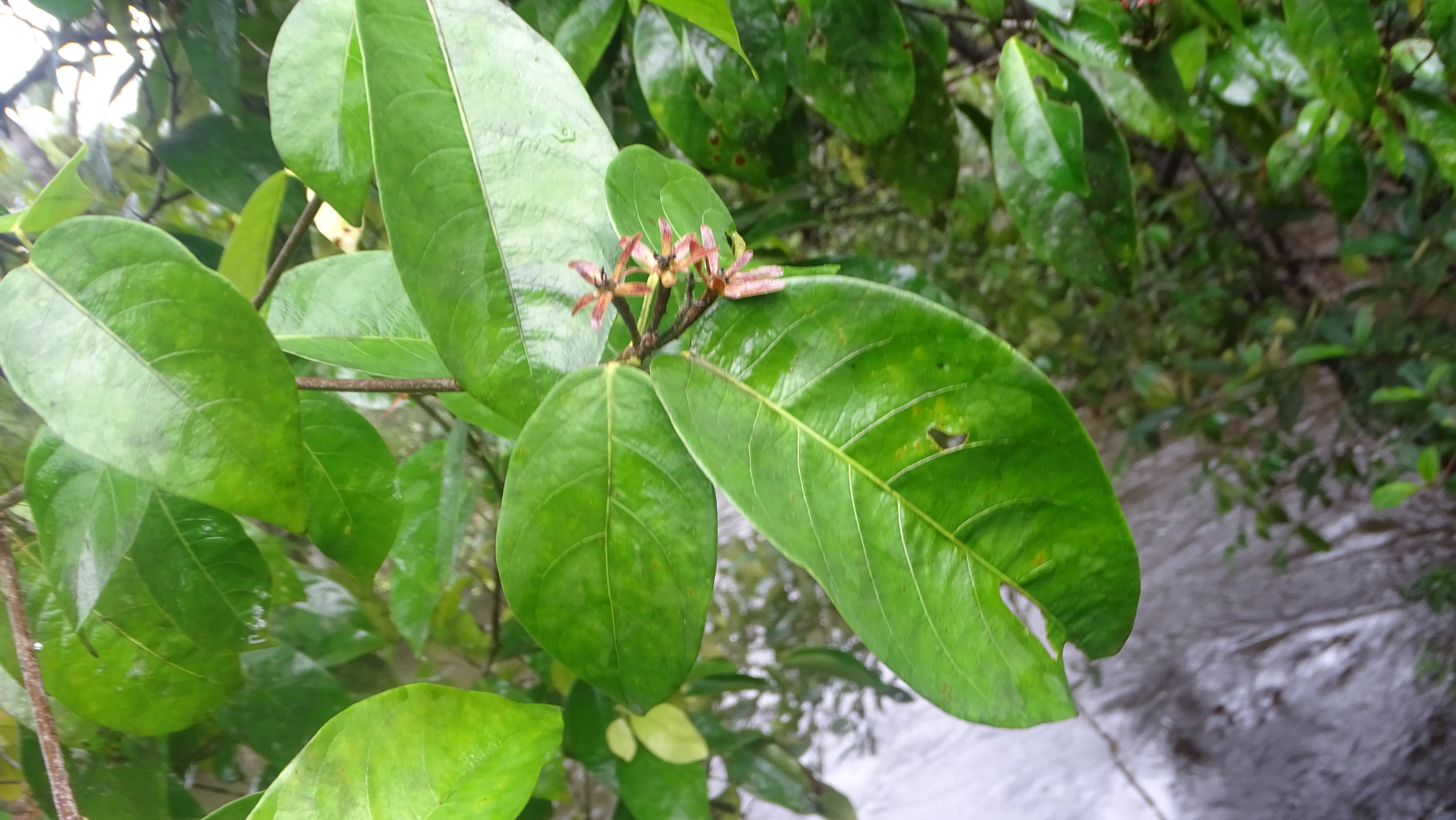
Rameau feuillé et fleuri de Sagotia racemosa
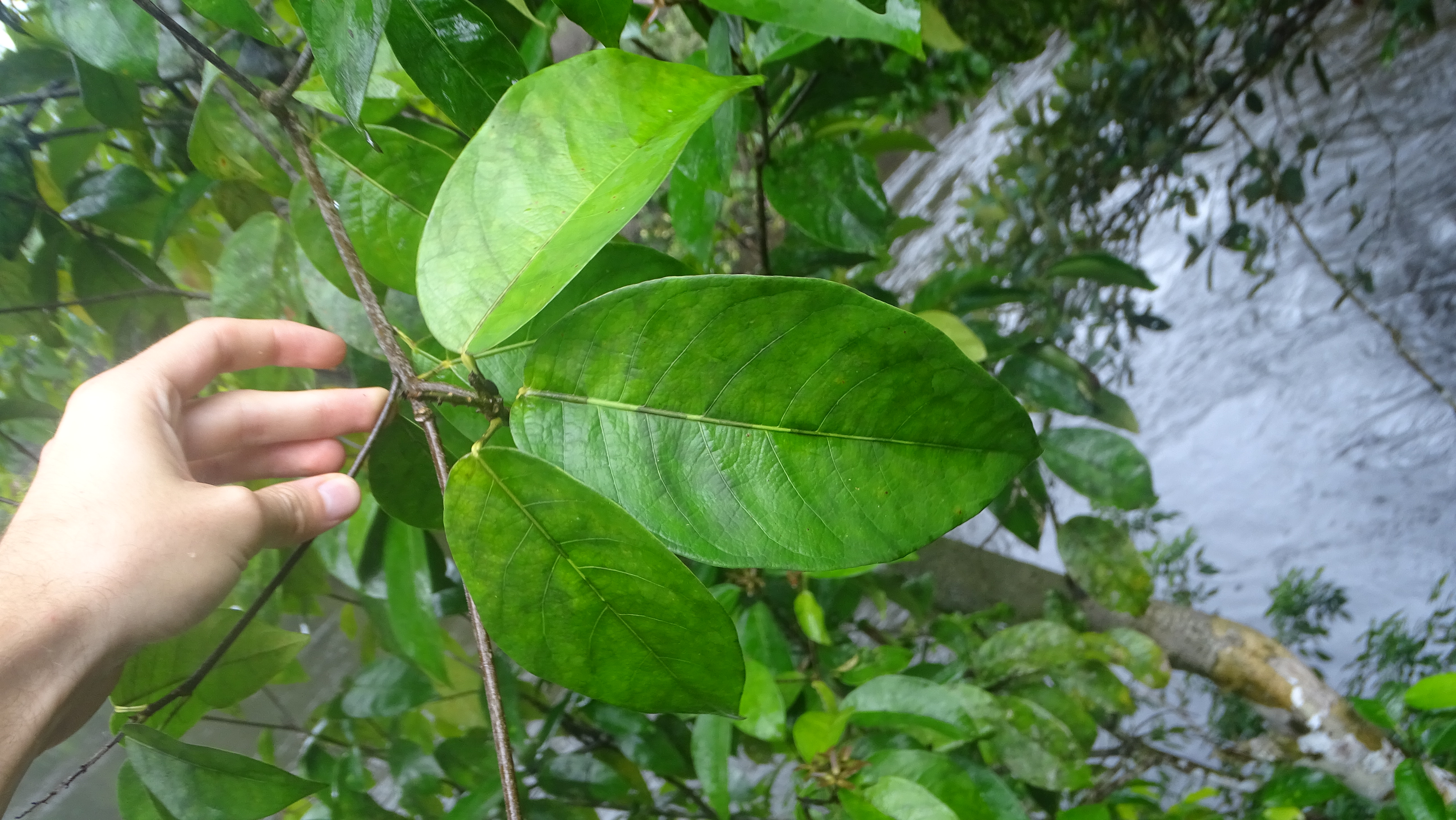
Rameau feuillé de Sagotia racemosa
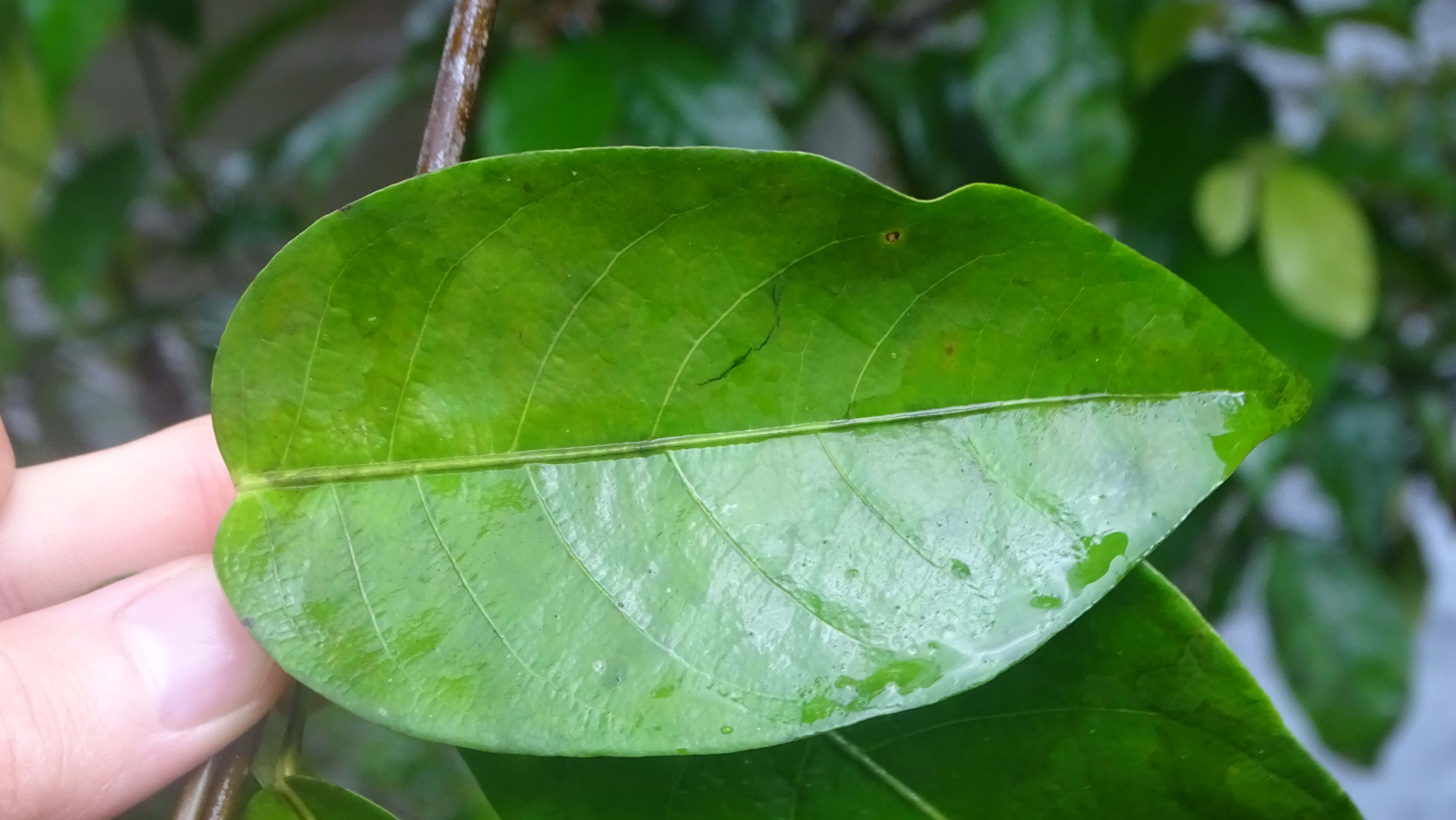
Feuille de Sagotia racemosa (face supérieure)
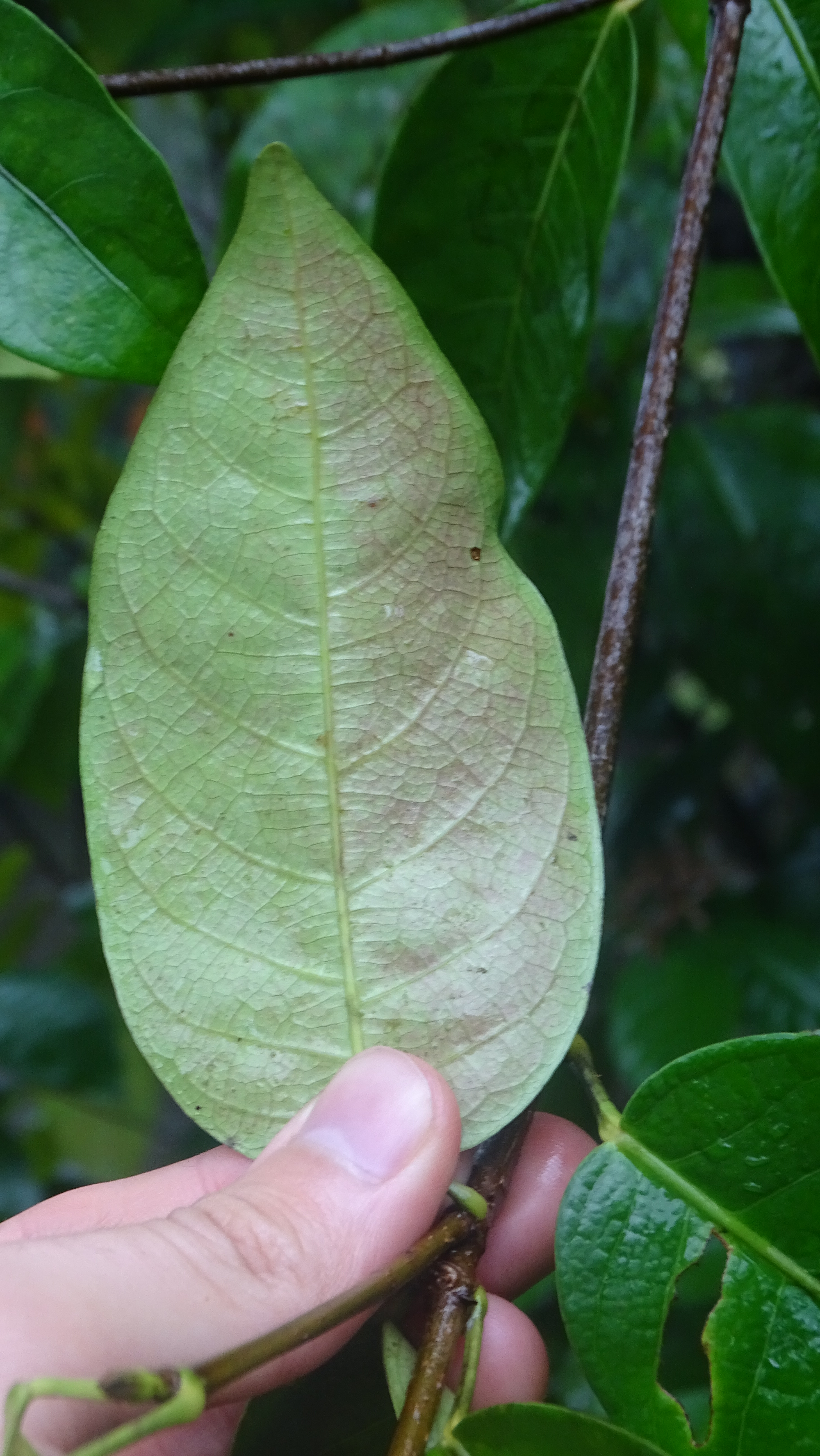
Feuille de Sagotia racemosa (face inférieure)
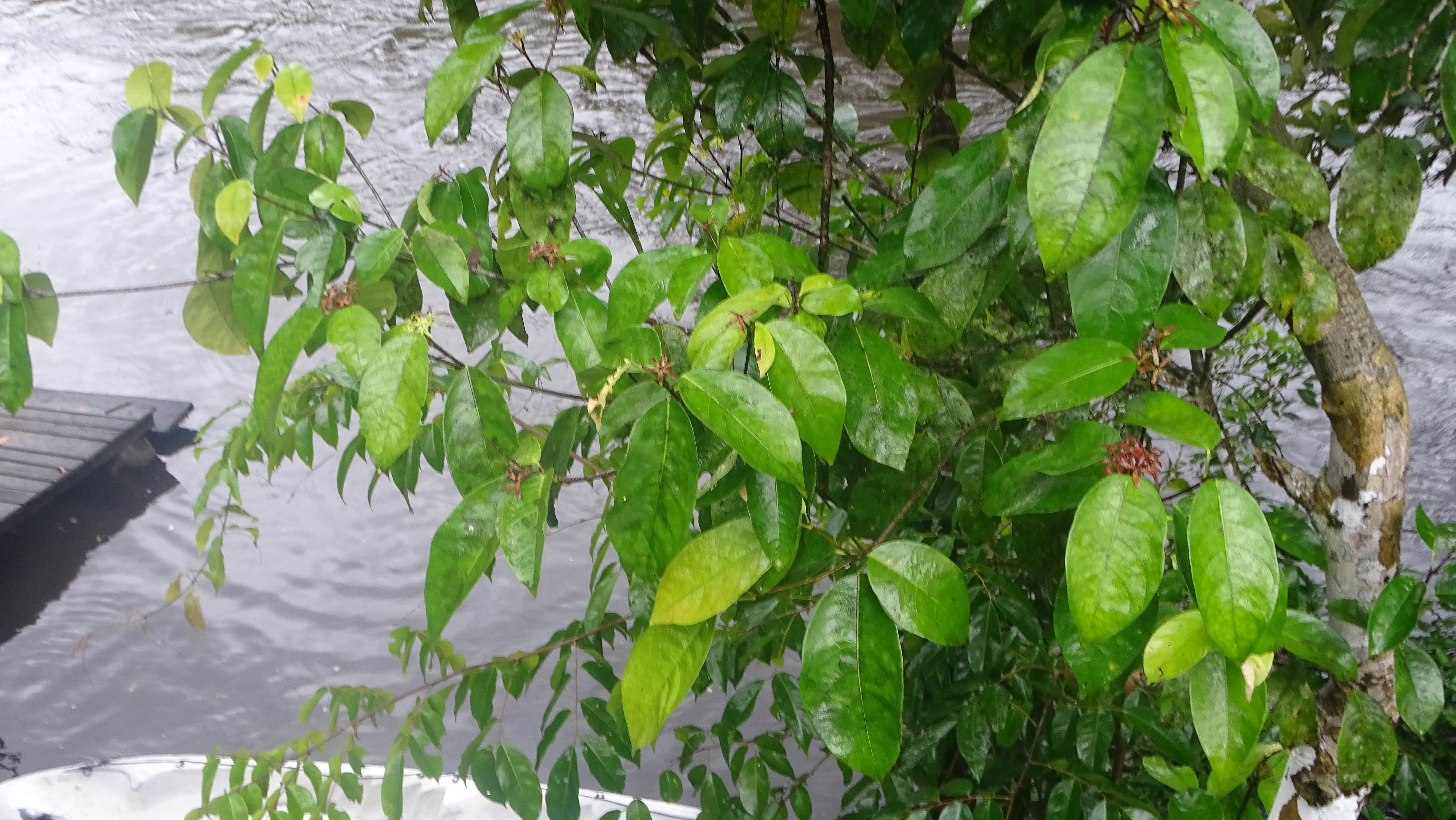
Branches fleuries de Sagotia racemosa
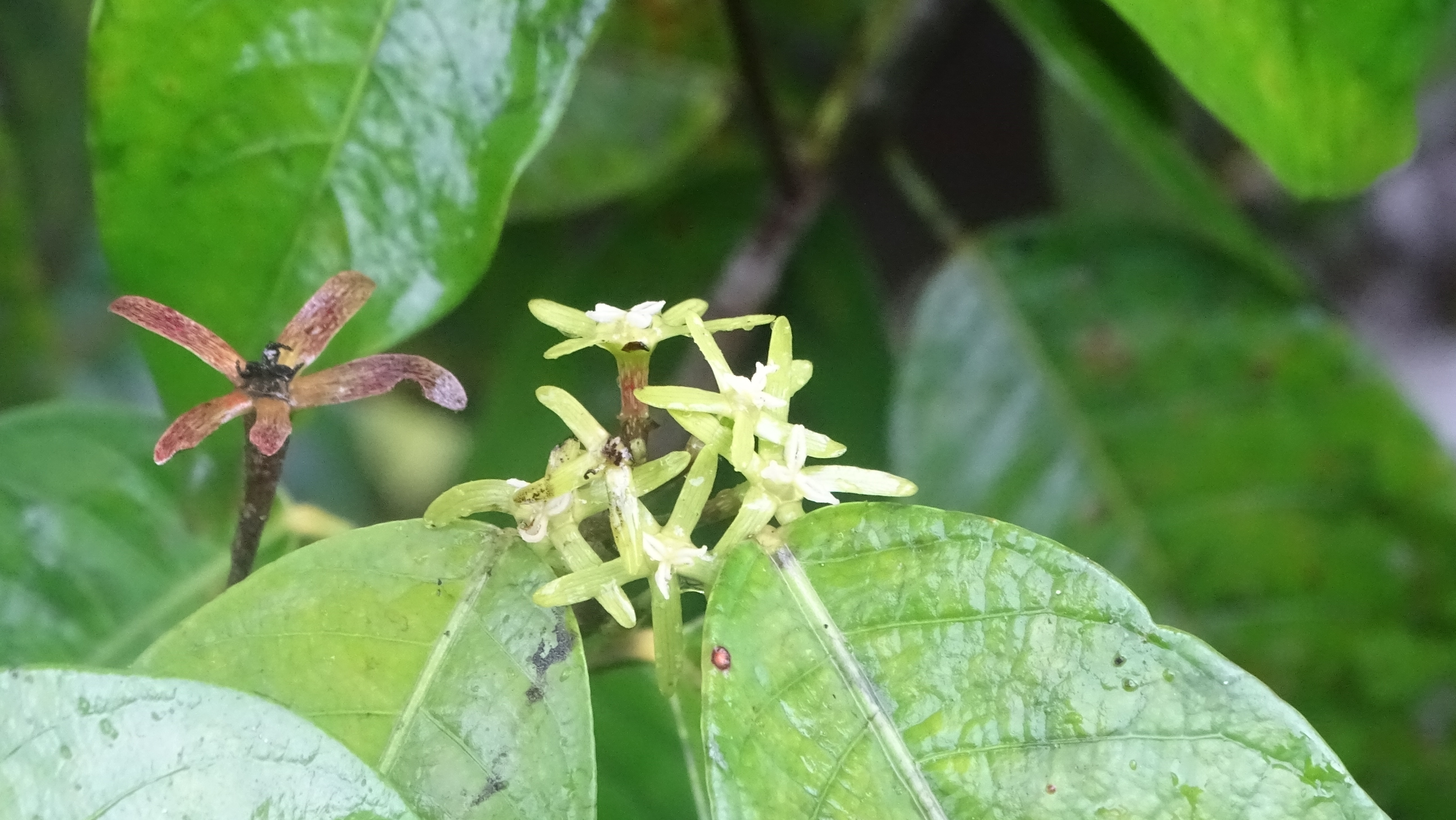
Fleur femelle âgée et jeune inflorescence de Sagotia racemosa
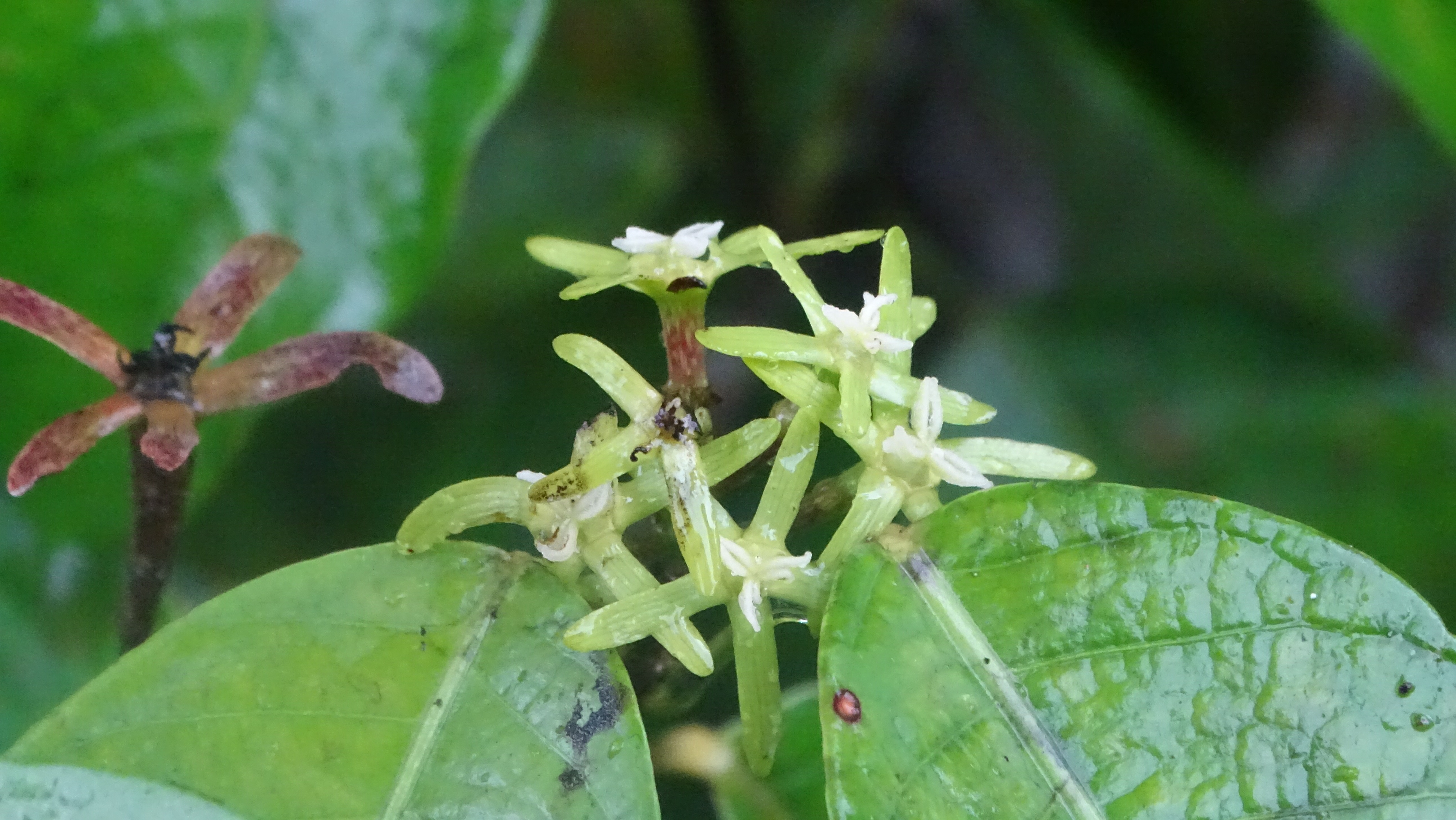
Fleur femelle âgée et jeune inflorescence de Sagotia racemosa
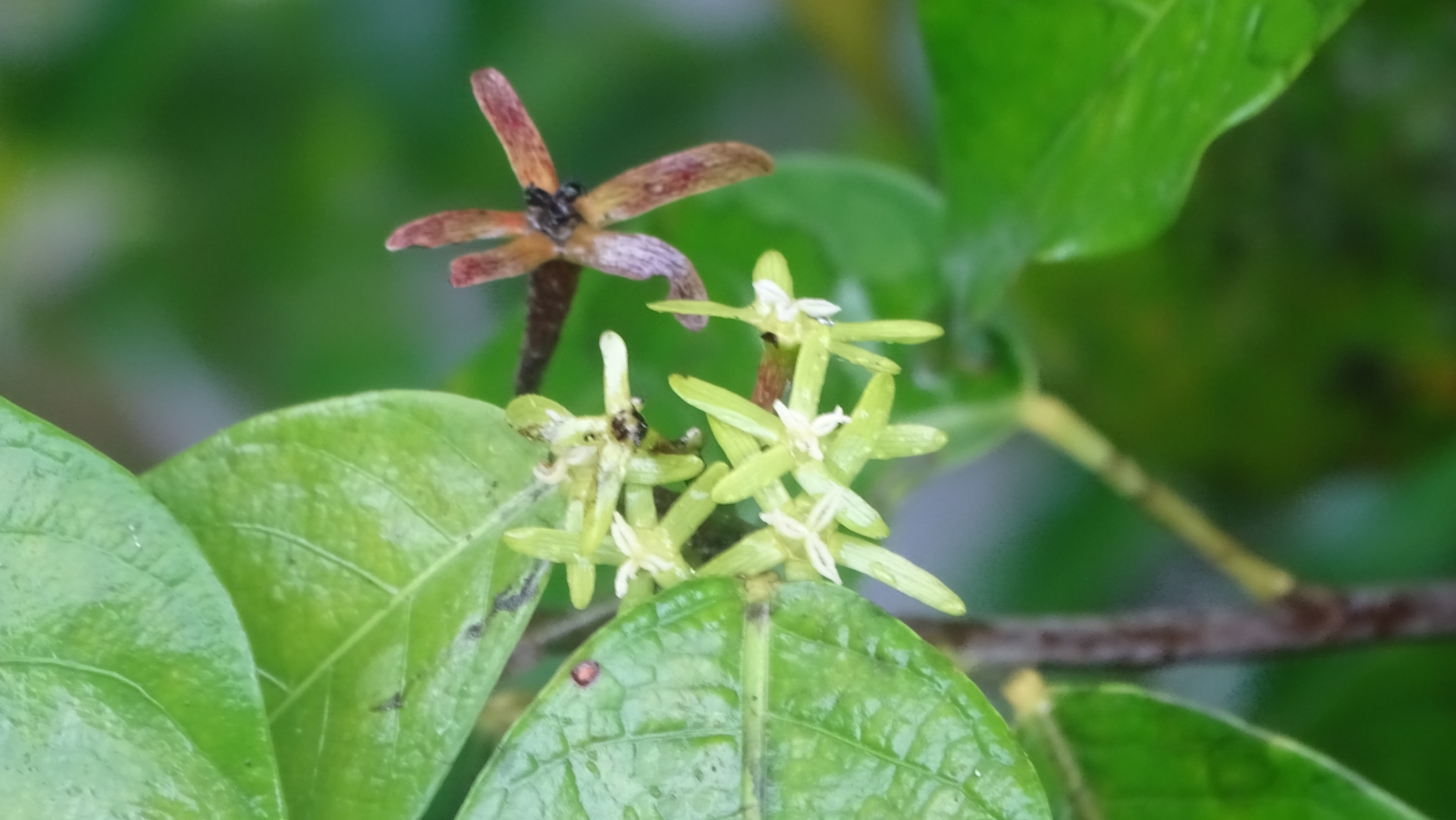
Fleur femelle âgée et jeune inflorescence de Sagotia racemosa
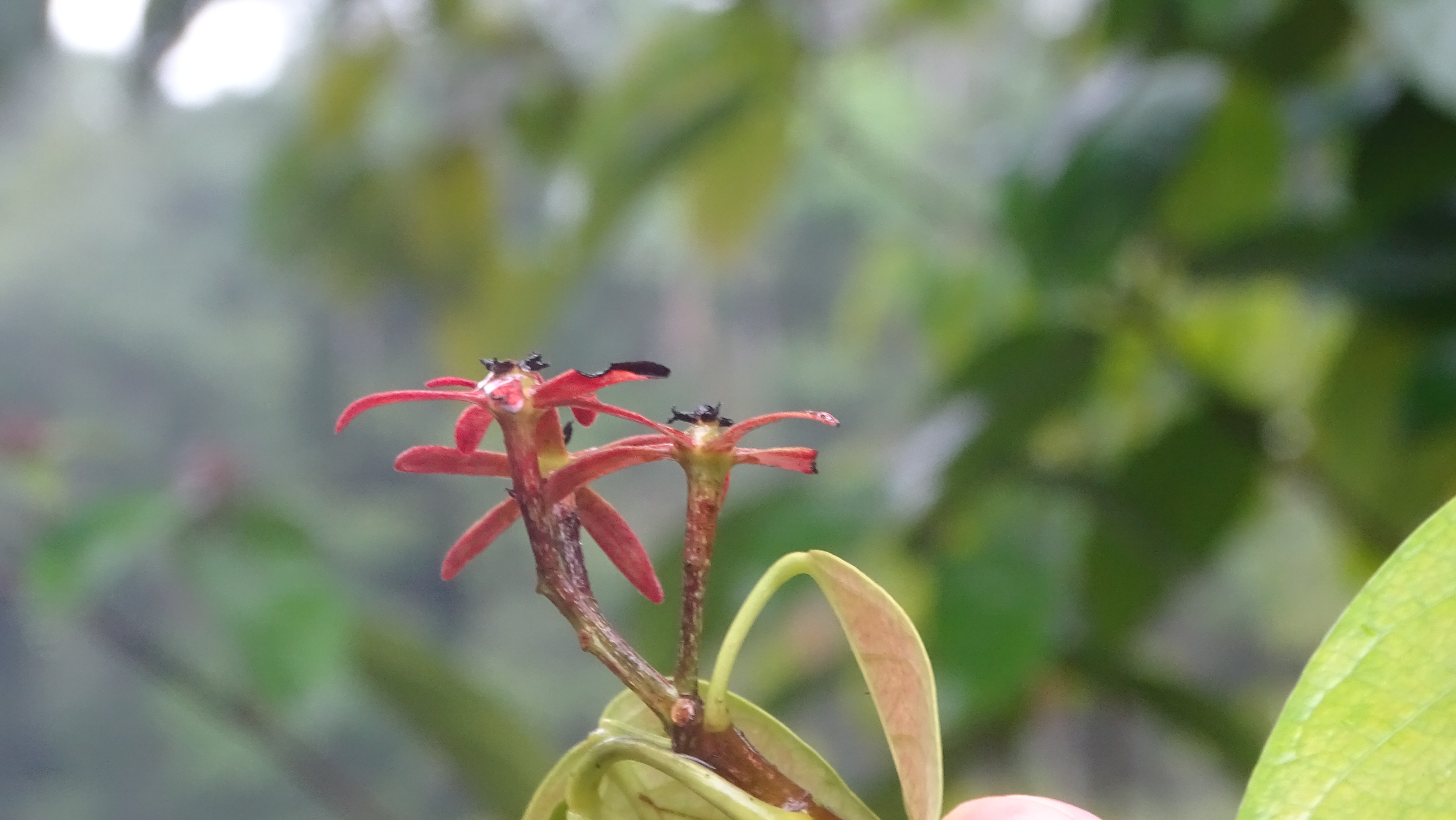
Inflorescence femelle de Sagotia racemosa